# Юліан Фає Лунд
Юліан Фає Лунд (норв. Julian Faye Lund; нар. 20 травня 1999, Осло) — норвезький футболіст, воротар клубу «Буде-Глімт».

## Клубна кар'єра
Розпочав грати у клубі «Оппсал» з четвертого за рівнем дивізіону країни. 19 лютого 2015 року він підписав трирічний контракт з «Русенборгом», куди перейшов в середині року і став грати у молодіжній команді. Після цього для отримання ігрової практики здавався в оренду в місцеві клуби «Левангер» та «Мйондален».

## Виступи за збірні
2017 року дебютував у складі юнацької збірної Норвегії, взяв участь у 7 іграх на юнацькому рівні, пропустивши 14 голів. З командою до 19 років зайняв п'яте місце юнацького чемпіонату Європи 2018 року.
2019 року з командою до 20 років поїхав на молодіжний чемпіонат світу.

## Титули і досягнення
- Чемпіон Норвегії (1):

«Буде-Глімт»: 2023